# Inverse
Inverse — американский онлайн-журнал от Bustle Digital Group, освещающий такие темы, как технологии, наука и культура для аудитории поколения Y.

## История
Сайт был запущен в 2015 году Дэйвом Неметцем, соучредителем Bleacher Report. Сайт стал возможен благодаря начальному финансированию со штаб-квартирой в Сан-Франциско, Калифорния и редакционной коллегией, первоначально базировавшейся в Бруклине, Нью-Йорк.
По состоянию на август 2016 года на сайте насчитывалось более 4,9 миллиона американских мультиплатформенных уникальных пользователей.
В 2016 году компания привлекла финансирование серии А в размере $6 млн под руководством Crosslink Capital при участии Bertelsmann Digital Media Investments.
В 2017 году штаб-квартира была перенесена в Сохо, Манхэттен, Нью-Йорк, с расширенным штатом из примерно 30 штатных сотрудников и 25 фрилансеров. В сентябре 2017 года компания дебютировала с двумя шоу на платформе Facebook Watch.
15 августа 2018 года шесть штатных писателей (15 % сотрудников) были уволены после того, как стало известно, что ежемесячное число уникальных пользователей сайта снизилось с 7,2 миллиона в июле 2017 года до 5,7 миллиона. В 2018 году посещаемость сайта снова подскочила, в среднем чуть больше 7 миллионов посещений в месяц.
23 июля 2019 года Bustle Digital Group объявила о приобретении Inverse. 22 января 2020 года Inverse представил новый дизайн, созданный Bustle, под названием «Inverse 2.0».

## Руководящий состав
Как основатель, Немец выполняет функции генерального директора компании, в то время как другие соучредители включают Винтона Уэлша (технический директор), Стива Маршалла (руководитель отдела продуктов и дизайна) и старших инженеров Майкла Шефермайера и Джона Дегнера. Все они ранее работали с Немецем в Bleacher Report, но Маршалл, Шефермайер и Дегнер больше не работают в компании. 2015 году они были включены в список 100 Silicon Alley 100 по версии сайта Business Insider.
Исполнительным редактором Inverse является Ник Луккези.
В декабре 2017 года Дэвид Шпигель, ранее работавший в CNN и BuzzFeed, присоединился к сотрудникам в качестве главного директора по доходам. В следующем году он ушёл в журнал New York.